# 马莎·华盛顿
马莎·丹德里奇·卡斯蒂斯·华盛顿（英語：Martha Dandridge Custis Washington，1731年6月2日—1802年5月22日），美国首任总统乔治·华盛顿的妻子。

## 童年

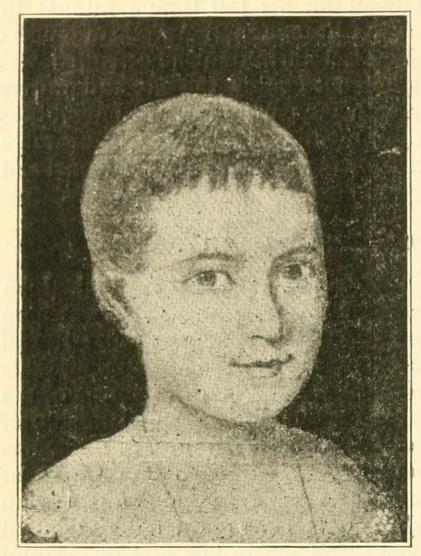
八岁的马莎(1739年)

马沙·华盛顿出生于佛吉尼亚州新肯特郡。她的父亲是当地富裕的庄园主约翰·丹特利奇，一个来自英格兰的移民，共有九个孩子，三男六女，马沙是长女。生长在富庶家庭的马莎从小受到了当时富家不可缺少的家庭教育，配有家庭教师，学习刺绣、弹琴，骑马等。据说孩童时代的马莎就显示出了惊人的骑术。

## 第一次婚姻

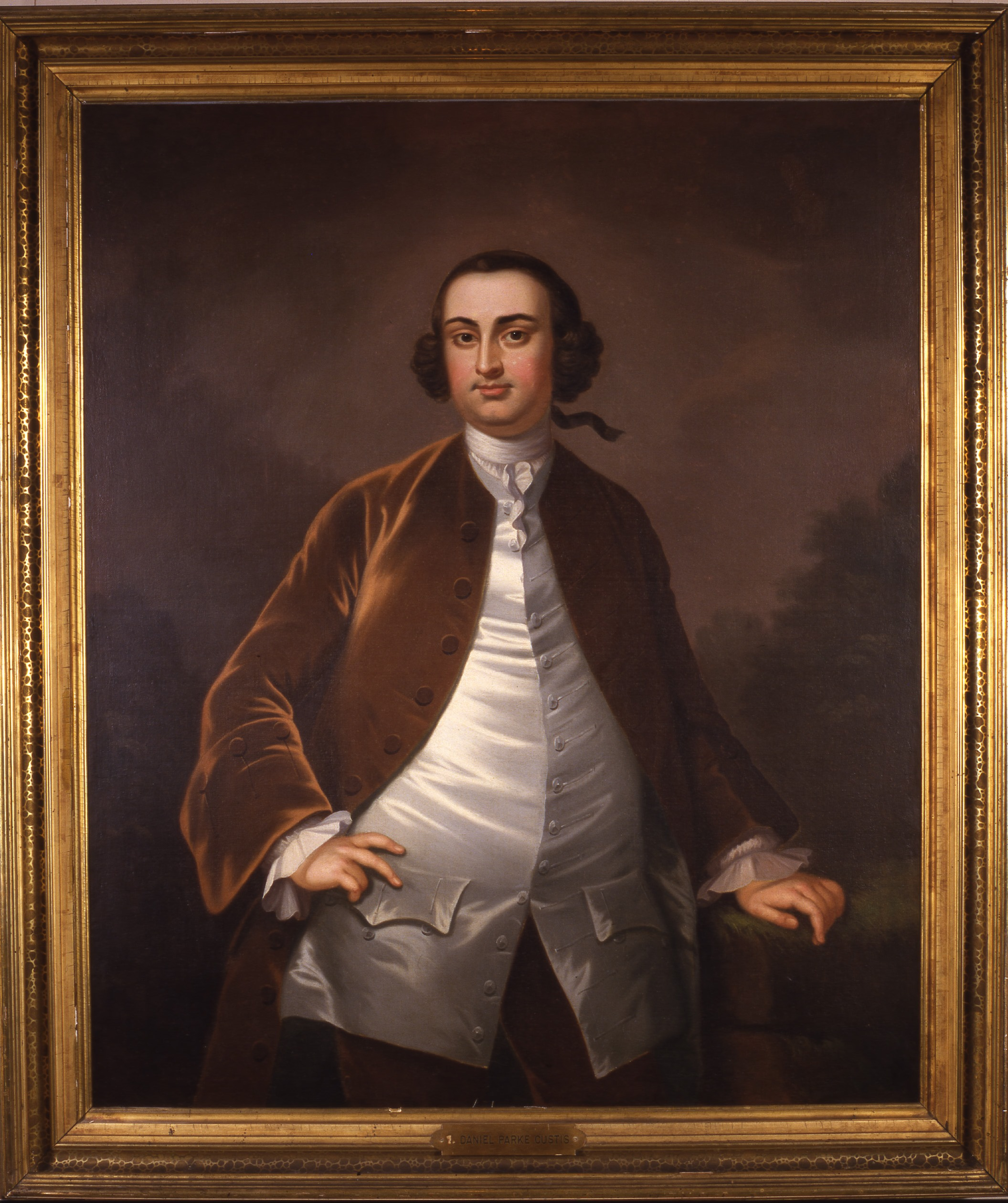
马莎第一任丈夫丹尼尔·帕克凯斯(1711-1757)

1750年，18岁的马莎嫁给了她的第一任丈夫丹尼尔·帕克凯斯，他比马莎大20岁，他的家庭在佛吉尼亚也是最富有和最有社会知名度的家庭之一，作为家庭财产继承人，他继承了父亲拥有的南方种植园。他们的婚礼在佛吉尼亚新肯特县的圣彼得教堂（佛吉尼亚州）（St. Peter's Church (Talleysville, Virginia)）举行（该教堂于1969年被定为美国国家历史遗迹），婚后，他们一共生了四个孩子，第一个孩子Daniel Parke Custis.Jr于1754年2月19日去世，在马莎26岁的1757年，第二个孩子Frances Parke Custis和丈夫丹尼尔·帕克凯斯分别于4月和7月相继去世。这对马莎的打击不言而喻，然而丹尼尔·帕克凯斯的离世也给马莎留下了巨额丰厚的遗产，成为年轻寡妇的马莎，管理和经营丈夫遗留下来的庄园，把庄园打理得井井有条。尽管马莎很能干，但她仍然觉得应该为年幼的儿女再寻找一位父亲。

## 与华盛顿结婚

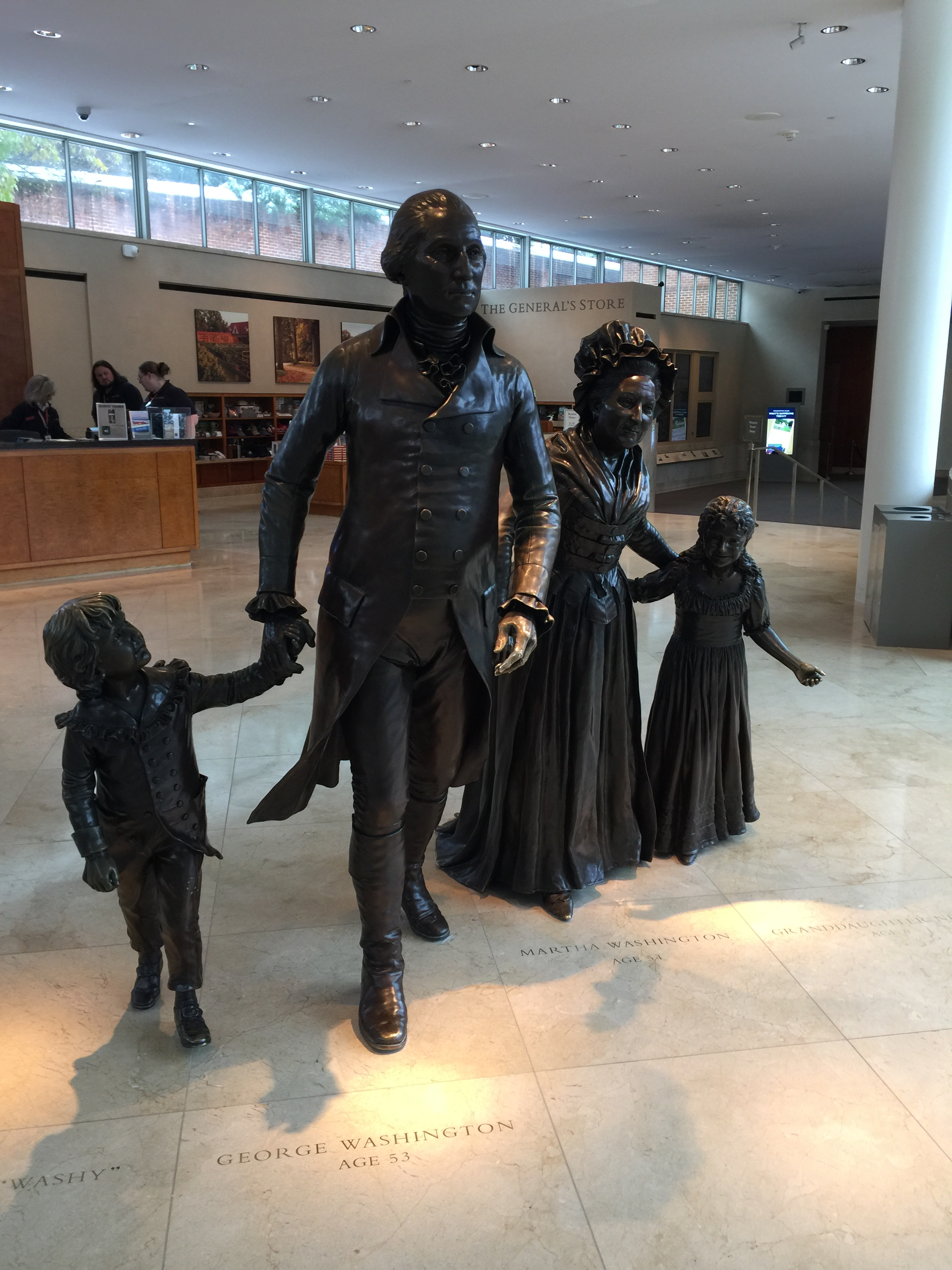
弗农山庄陈列的华盛顿全家人的塑像

1758年马莎在威廉斯堡经朋友介绍，结识了年轻的军官乔治·华盛顿。当时华盛顿尚未结婚，不过对他来说，他要迎娶的夫人必须漂亮和富有，马莎虽然守寡但风韵不减，再就是身价不菲的家产财富。而华盛顿一表人才，风度翩翩，在家产方面也和马莎算是“门当户对”，两人因此一见倾心。华盛顿在三天后就向她求婚，两个人于1759年1月6日结婚，这年馬莎·華盛頓27岁，而喬治·華盛頓26歲。和第一任丈夫的年龄相比，马莎要比华盛顿大8個多月，然而两人却身材悬殊，华盛顿人高马大，身高1.88米，马莎却是个身高1.52米的小女人。婚后，她和两个孩子John Parke Custis和Martha Parke Custis一起搬到了华盛顿的庄园--弗农山庄。马莎来到弗农山庄后，华盛顿经营马莎带过来的产业，扩建了弗农山庄，把庄园的作物从单一的烟草变得多样化，特别是种植小麦，为庄园带来丰厚的利润。他和马莎共拥有10.8万亩土地和300多个黑奴。
虽然两人婚姻出发点不完全是出于爱情，但华盛顿与马莎婚后的生活却很幸福。华盛顿膝下无子，他把马莎的两个孩子当自己的亲生孩子来抚养。历史学家们在描绘他们的婚姻时，最常用的词就是“温馨、亲密、稳固”。华盛顿很体贴马莎，精心照顾她与前夫生的两个孩子。不幸的是马莎的最小女儿Martha Parke "Patsy" Custis因长年患有癫痫病，在她16岁的1773年那年去世。

## 美国独立战争期间

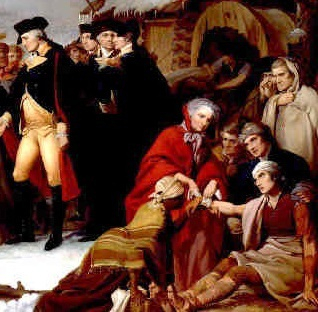
在福吉谷营地照料伤病士兵的马莎·华盛顿

在美国独立战争爆发后1775年6月15日的第二次大陆会议上，华盛顿被推举为大陆军总司令。接到任命后，他收拾行装准备去波士顿上任。走之前，他给马莎写了一封信。在信中，华盛顿向妻子撒了个谎。他说：“请相信我，我已经尽最大努力回避这份工作。可是大陆会议还是把重任交给了我……”华盛顿觉得，自己谋求大陆军总司令一职很对不起马莎，他担心自己不在家马莎会很孤独。于是，他又写信给马莎的朋友和亲戚，请他们去弗农山庄陪马莎过一段日子。在写完了这些信之后，他才启程前往波士顿。
生长于富贵之家的马莎是个典型的贤妻良母，她再嫁给华盛顿之后，最大的心愿就是守着自家的庄园，相夫教子，安度一生。因此当她收到华盛顿这封临行前的书信时，心里很不是滋味。但她非常了解华盛顿，也赞同丈夫的政治理想，愿意为他牺牲舒适的生活。战争初期，华盛顿还认为这场战事不会很久，然而随着战况的发展，华盛顿意识到了这将是一场旷日持久的战争。
1775年冬，远在马萨诸塞州的华盛顿写信请马莎来军营团聚。对马莎来说这是第一次出远门，在寒冬中艰苦跋涉了二十多天才来到坎布里奇。马莎玛刚到军营的时候，士兵们都好奇地赶来看这位总司令夫人是什么样?士兵们原以为她是个美丽动人的贵妇人，然而当他们看到身材矮小、相貌平平、衣着朴素的马莎时，都感到出乎预料。但是，他们很快就发现，马莎在与不在，他们的总司令脸色表情就大不一样。平常华盛顿的面孔冷冰冰，严肃得让人害怕。然而马莎来了后，华盛顿立刻放松了许多，脸上的表情也有了亲和力。有马莎在，军营有了女主人，华盛顿也有了主心骨，他把那些迎来送往琐碎事全都交给马莎。一到冬天休战的时候，军官太太们都来军中探亲，还有各地上流社会的女士们也来拜访。尽管马莎在军营有很多应酬，但她大部分时间都花在照料伤病员，为士兵缝补衣服方面。

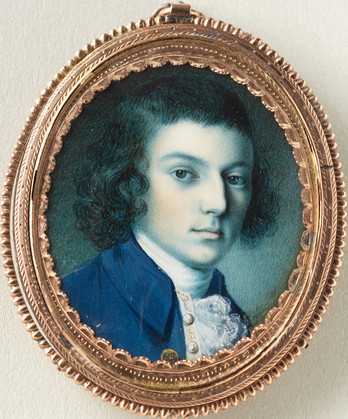
在约克镇围城战役期间染疾身亡的约翰·帕克凯斯（1754-1781）

玛莎平易近人，就象一个普通士兵的妻子一样。后世的美国人一提到独立战争时期的马莎·华盛顿，人们最深的印象就是福吉谷那个严酷的冬天。1777年末，由于供应极度匮乏，士兵们缺衣少食，2000多人死于寒冷、饥饿、疾病。马莎冒着感染疾病的风险看望生病的士兵们，她的营帐里经常挤满了军官家眷，她组织军官太太们为士兵们编织衣物，做针线活。四处漂泊的艰苦军旅生活与弗农山庄的舒适田园生活形成了极大的反差，然而她对此毫无怨言，独立战争打了八年半，马莎在军营度过了八个冬天，她一般是入冬来，初夏走。她回忆说：“每一场战斗的第一声和最后一声炮响我都听到了。” 
马莎那些先后早夭的孩子们当中，最后唯一活下来的儿子约翰·帕克凯斯也投身了独立战争，在约克镇围城战役中他为继父华盛顿当助手，期间染上了流行性斑疹伤寒，于1781年11月5日去世。对马莎来说，她和前夫所生的四个孩子，全于她之前早逝。然而让马莎欣慰的是，约翰·帕克凯斯在19岁那年结婚，让马莎当上了奶奶，她的晚年是在孙子、孙女们陪伴中度过的。

## 总统夫人

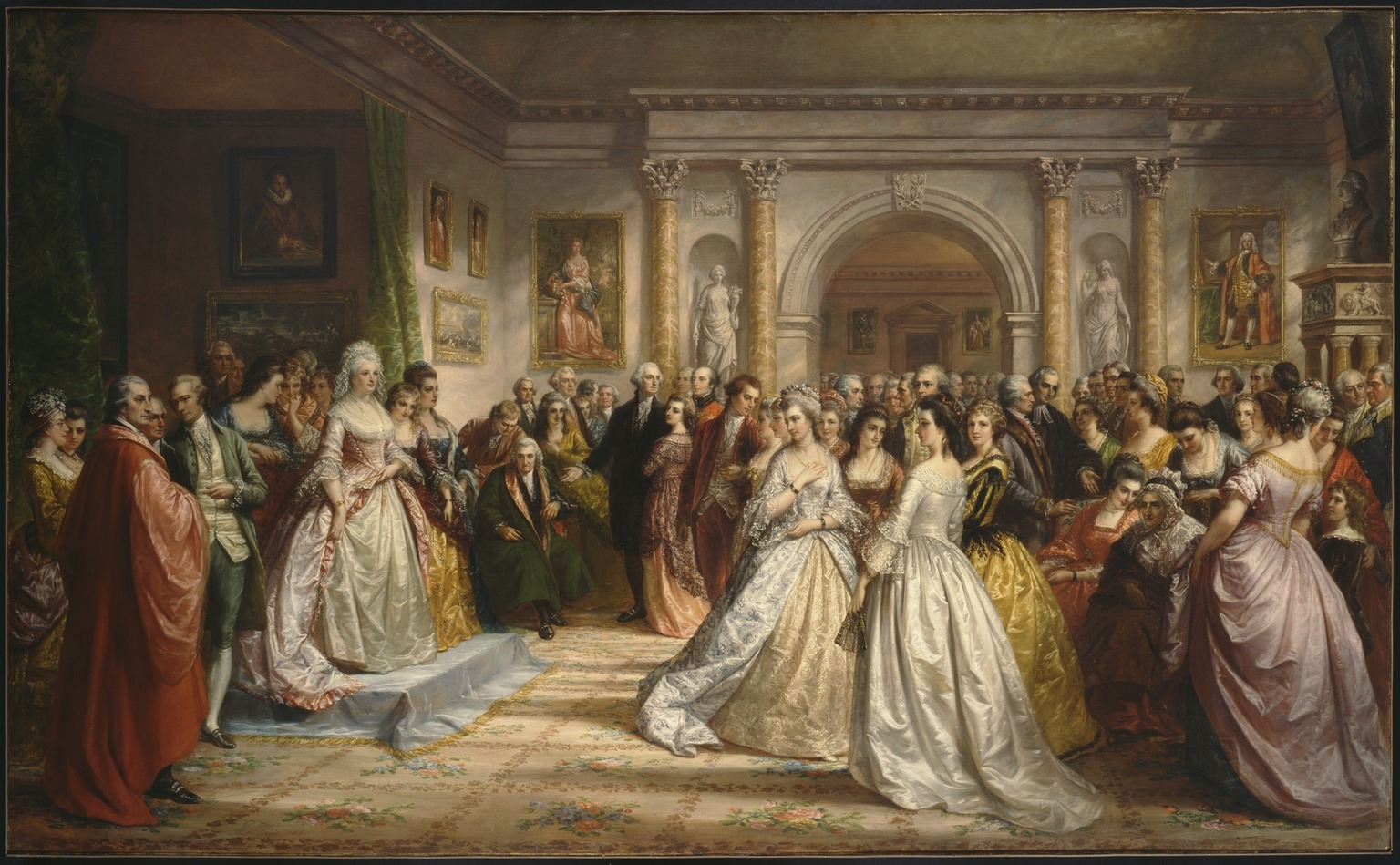
丹尼尔·亨廷顿画作《华盛顿夫人的招待会》创作于1861年，收藏于布鲁克林美术馆

独立战争结束后，1783年12月卸甲归田的华盛顿回到了弗农山庄。马莎本以为战争已经结束了，她和华盛顿这下可以安安静静地在这里生活了。然而他们两个人却无法过上宁静的生活，因为无论是政坛议员还是过去的大陆军战友，都会经常络绎不绝地到访弗农山庄，华盛顿也尽地主之谊，招待这些访客们，弗农山庄得不到片刻消停。马莎对此虽有抱怨，但也无奈。然而对华盛顿来说，这不仅仅是迎来送往的友情之礼，更重要的是通过与这些政坛议员的沟通交流，逐渐勾画出了独立战争后的美国未来走向。
1789年3月，华盛顿被推选为美国建国后的第一任总统。1789年4月华盛顿离开弗农山庄去纽约赴任。马莎对华盛顿出任总统一事很不高兴，她觉得丈夫再也回不了家了。似乎是为了表达不满，她拖拖拉拉不想离开弗农山庄，错过了就职典礼，也错过了就职舞会，直到5月底才来到纽约。但她很明白自己的责任，尽力为华盛顿分担社交应酬等活动。马莎经常在星期五举办茶会，在马莎举办的茶会上，她俨然是以一位女主人的形象出现在大众面前，为乔治·华盛顿增添了光彩。

## 晚年
1797年3月4日，华盛顿两届总统任期届满。华盛顿拒绝连任第三届总统。马莎则满心欢喜，她和华盛顿又回到弗农山庄。华盛顿原來想在卸任后能平静过几年安闲的晚年生活。但由于长年积劳成疾，他隐退后不久就病倒。1799年12月14日，华盛顿去世。马莎当时坐在丈夫的床边，她茫然失神对在场的医生说：“他去了吗？那么一切都结束，我很快就会随他而去。我没有什么更多的考验要经受。”按照华盛顿的遗嘱，马莎把他安葬在一片绿树成荫的山坡上。墓室像一座红砖砌成的小房子，面积约10平方米。他的石棺上只刻着“华盛顿”几个字。
两年后的1802年5月22日，马莎也去世了。她与丈夫合葬在一处，她的石棺上刻着“马莎·华盛顿夫人”几个字。她一生中虽然没有做出什么惊人的业绩来，但她无私地热爱丈夫，热爱自己的祖国。她富有，但不奢华，她高贵，但不傲慢，她的高尚品德赢得人们的敬重。美国史书上这样评价华盛顿夫妇：“在美国历史上，再也找不到像乔治·华盛顿和马莎·华盛顿这样德高望重的天生一对。”